# داوودي

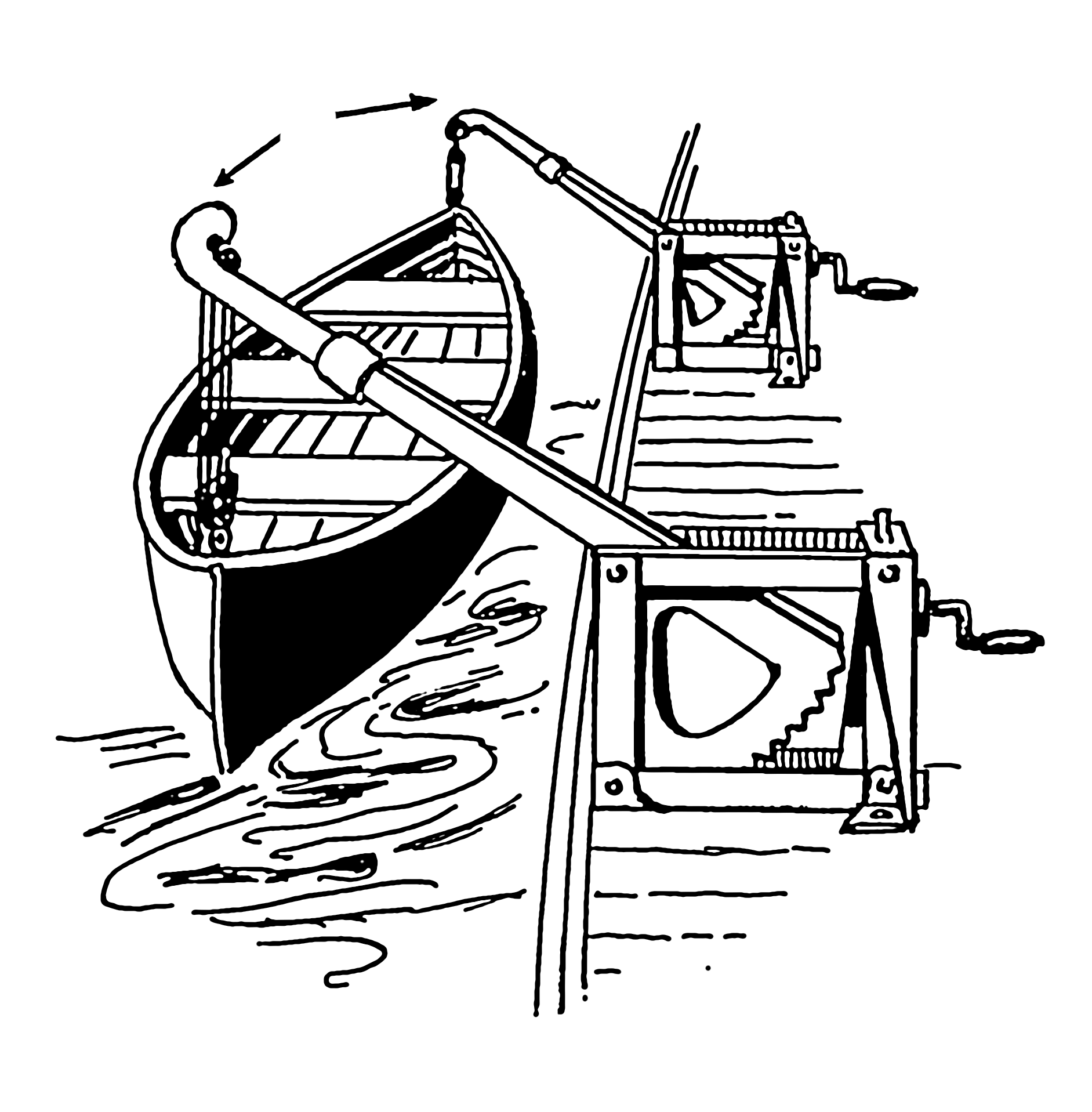
تعليق القارب بداووديان ثم ينزل القالب حركيًا

الدَّاوُودِيّ هو أي من الأجهزة المختلفة الشبيهة بالرافعات المستخدمة على متن سفينة لدعم ورفع وخفض المعدات مثل القوارب والمراسي. غالبًا ما تُستخدم أنظمة الداوودي لخفض قارب النجاة في حالات الطوارئ إلى مستوى الركوب المراد صعوده. يمكن أيضًا استخدامها أجهزة أمان على ظهر السفينة لاستعادة الأفراد من الماء.

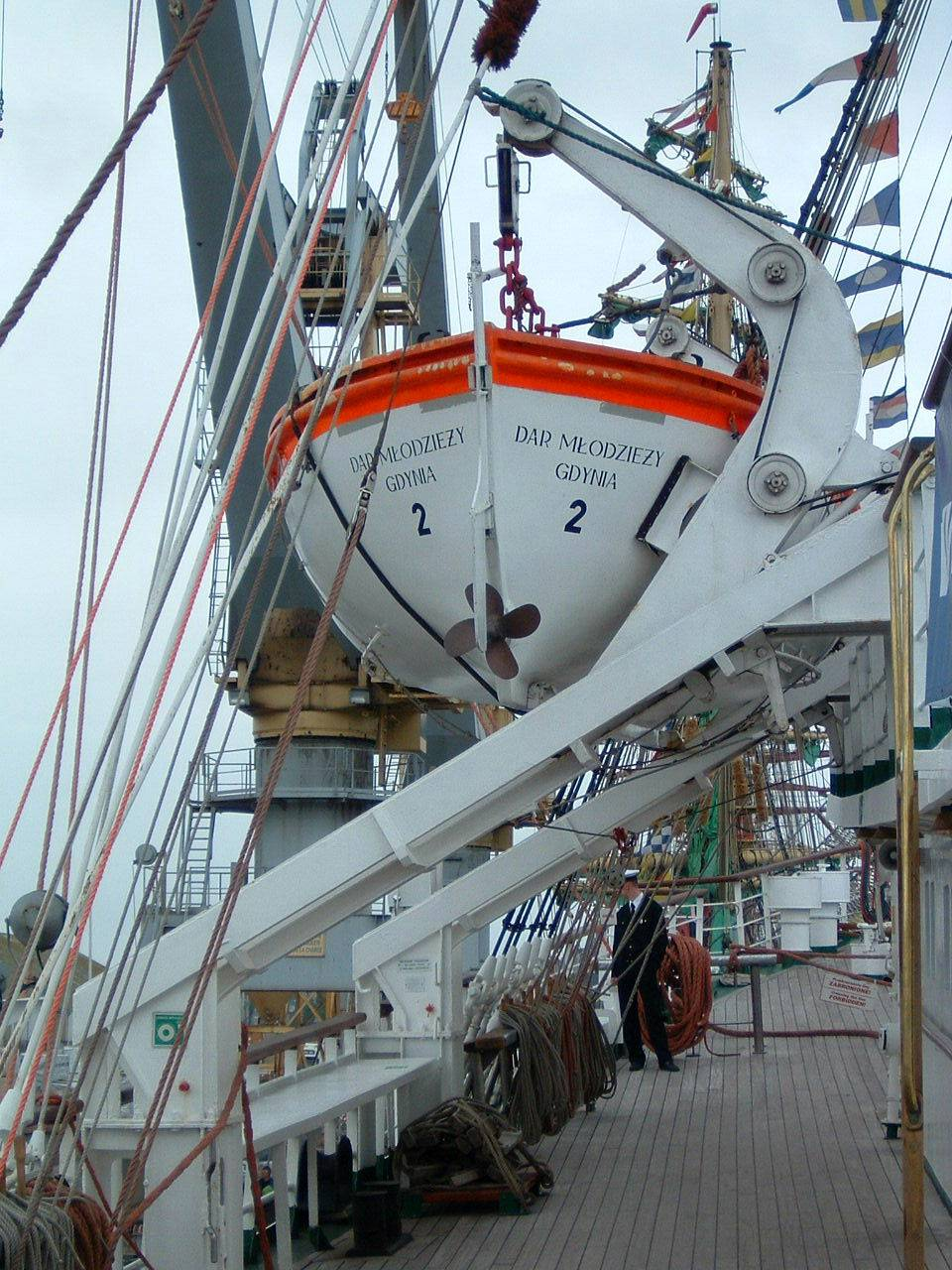
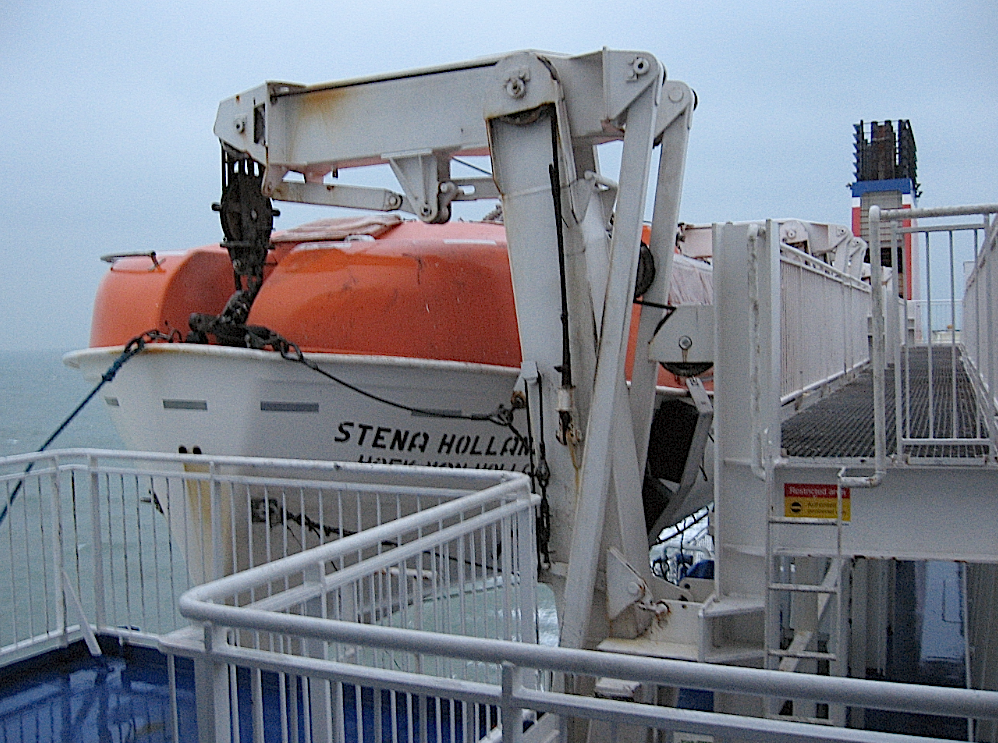
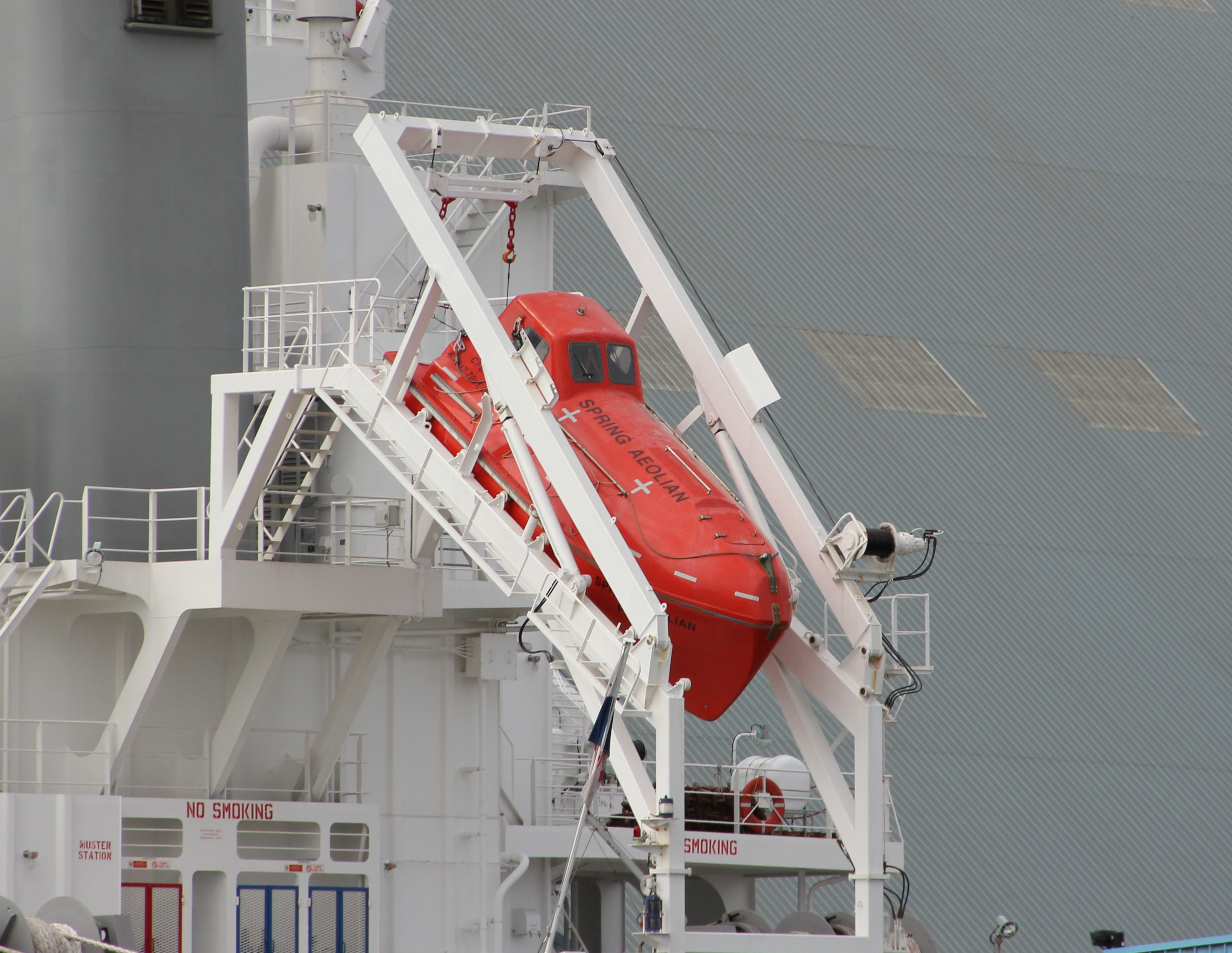
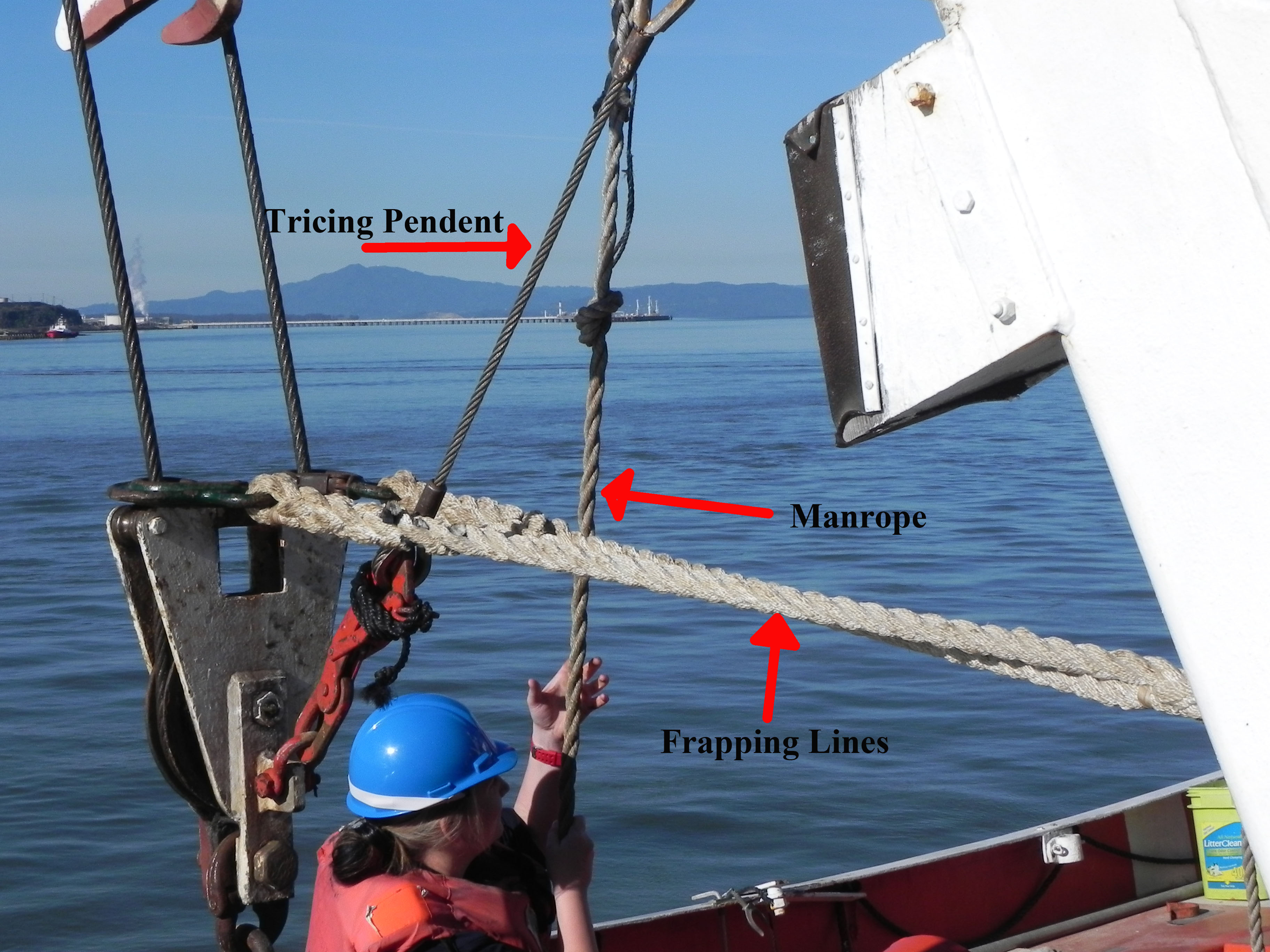
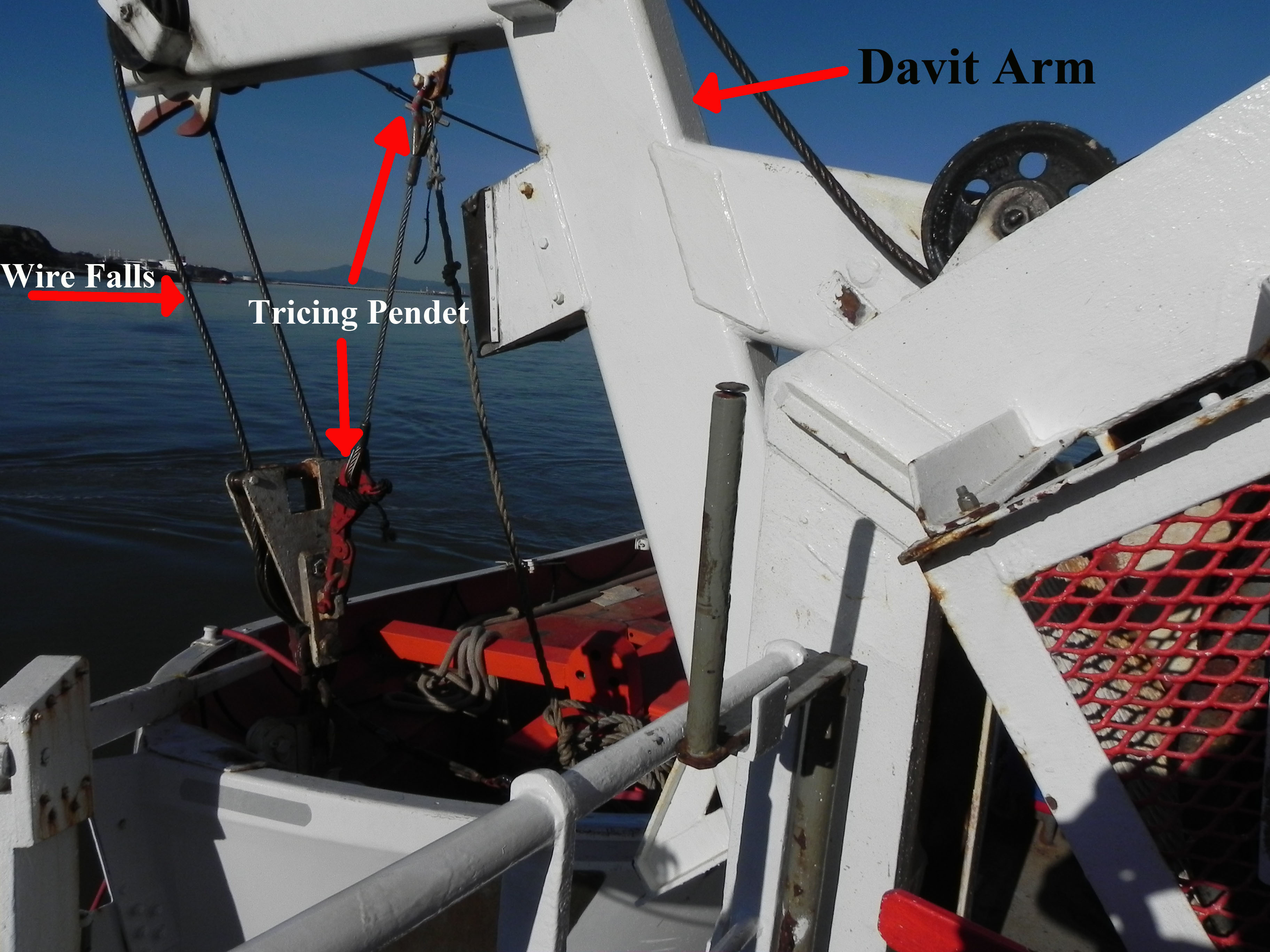
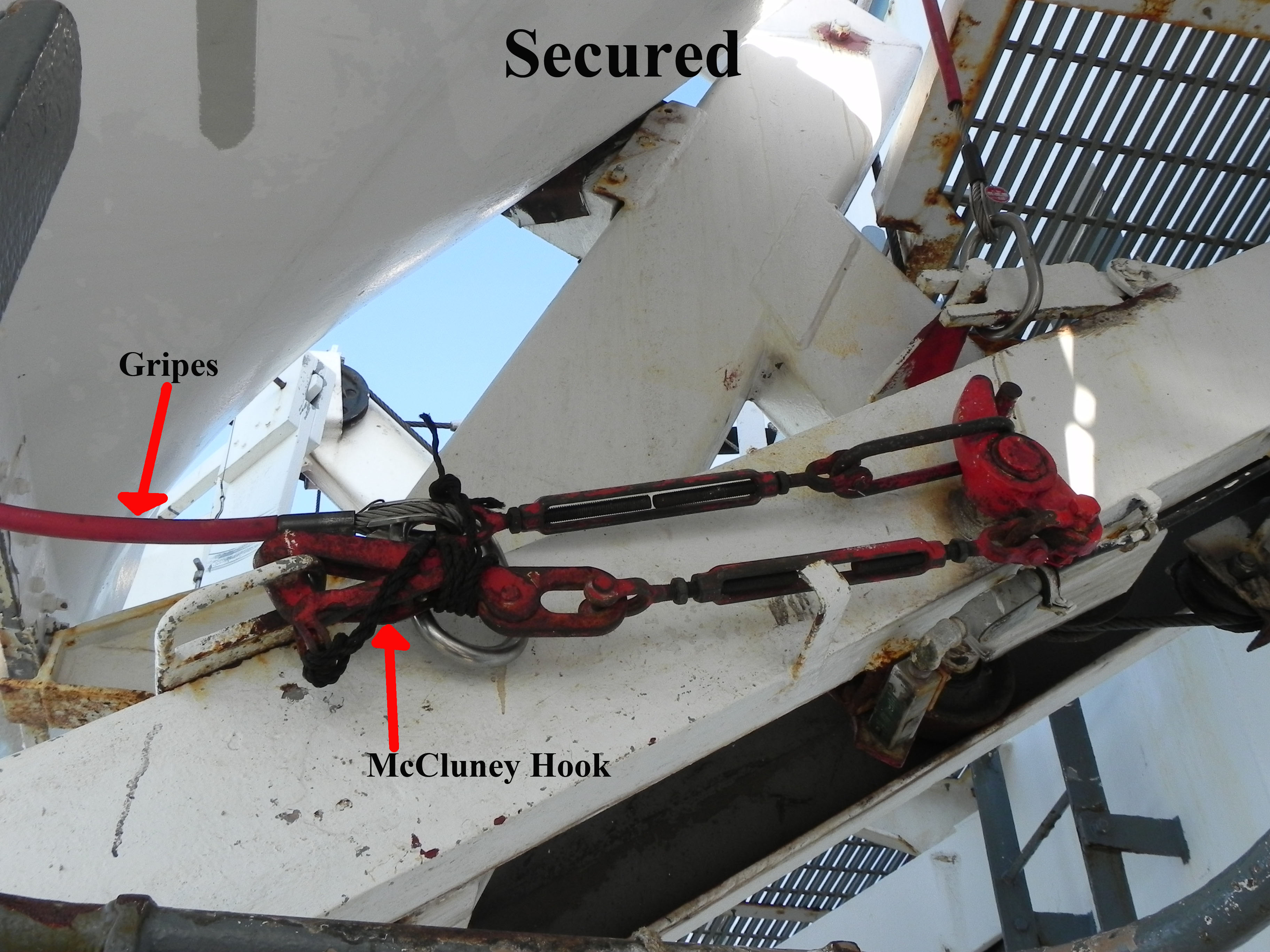